# Marcel Bascoulard
Marcel Bascoulard né le 10 février 1913 à Vallenay (Cher) et mort le 12 janvier 1978 à Asnières-lès-Bourges (Cher) est un dessinateur, photographe et poète français,.
« Artiste marginal » et travesti, il est réputé pour ses paysages urbains dessinés à l'encre de Chine ou au pastel.

## Biographie
Marcel Bascoulard est le fils de Léon Bascoulard et de Marguerite, née Mulet. Il associera souvent le nom maternel à sa signature, ajoutant un tréma sur le « u » de Mület, lors de la Seconde Guerre mondiale, en signe de dérision à l'adresse de l'occupant. Alors qu'il a dix-neuf ans, il est marqué par le meurtre de son père, le 25 septembre 1932, meurtre perpétré par sa mère qui, de ce fait, est internée.
Marcel Bascoulard choisit très tôt la marginalité. Il loge dans des abris précaires (cabane de jardin, grenier, ruines) comme dans le quartier Avaricum, à Bourges. Il passera ses dernières années à Asnières-lès-Bourges (Cher) dans la cabine d'un camion offert par le propriétaire d'une casse.
Dans les années 1930, il commence à dessiner à Saint-Florent-sur-Cher (Cher) puis dans les rues de Bourges. Marcel Pinon, architecte de la maison de la culture de Bourges, le remarque et l'invite à suivre des cours à l'école municipale des beaux-arts. Expérience très éphémère pour le jeune artiste qui de fait est autodidacte. Témoin du changement de Bourges dans les années 1950-1960, il immortalise bon nombre de rues et de monuments du cœur de Bourges, notamment la cathédrale Saint-Étienne. Ses œuvres sont très majoritairement des dessins de paysages à la plume comportant exceptionnellement des personnages. Ce sont rarement des toiles peintes en couleur.
Il devient vite une figure de Bourges, vivant comme un clochard, connu par son curieux accoutrement, ainsi que par sa façon de se déplacer sur un étrange tricycle couché. Souvent vêtu en femme dans des tenues de sa production, il fait l'objet de quelques arrestations et procès-verbaux, auxquels il aime répondre par des lettres aux agents de police, invoquant la liberté de se vêtir comme bon lui semble. Au cours de son existence, il réalise de nombreux autoportraits photographiques vêtu de ses diverses tenues féminines.
Éclectique, il écrit aussi de nombreux poèmes, réalise plusieurs cartes géographiques.
Le 12 janvier 1978, il est assassiné à Asnières-lès-Bourges, au lieu-dit Les Gargaudières, étranglé par un marginal de vingt-trois ans, qui est condamné à quinze ans de prison l'année suivante.
La ville de Bourges, choquée par sa mort, décide de prendre en charge ses obsèques et la concession au cimetière Saint-Lazare,.

## Postérité
Son nom est donné à une place de la ville dans le quartier Avaricum qu'il a fréquenté ; un buste en bronze dû à Marcel Bézard y a été érigé et inauguré par la municipalité.
En 2000, une première biographie lui est consacrée par Patrick Martinat (Arts & Photo Éditions), puis une deuxième en novembre 2014, du même auteur (éditions Les Cahiers dessinés). En avril 2023, une troisième édition (chez les même éditeur) paraît, augmentée de 19 lettres de jeunesse de Marcel Bascoulard adressées à son maître de dessin, Joseph de la Nézière, que Patrick Martinat a retrouvées.
En 2013, un auteur-compositeur et interprète berrichon, Fred Daubert, lui rend hommage dans sa chanson Marcel B, et l'auteur de bandes dessinées Bernard Capo lui dédie un album biographique.
Bascoulard est l'un des personnages récurrents du roman Les Marais de Bourges d'Édouard Brasey (2018).
En 2021, à la rentrée littéraire, Nicolas Diat lui consacre son premier roman, Ce qui manque à un clochard, qui obtient le prix Georges-Brassens.
En 2022, Audrey Valtille et Cesar Restrepo réalisent un documentaire intitulé "Marcel Bascoulard".
En 2023, une biographie revue et augmentée de dix-neuf lettres de jeunesse retrouvées et commentées par Patrick Martinat paraît aux éditions Les Cahiers dessinés.

## Expositions
Marcel Bascoulard compte parmi les dessinateurs regroupés dans l'exposition « Les Cahiers dessinés » se tenant à la Halle Saint-Pierre à Paris, du 21 janvier au 14 août 2015,.
Marcel Bascoulard fait partie des 40 artistes exposés dans le cadre du premier Festival International du dessin qui a lieu du 22 avril au 14 mai 2023 à Arles. Ses dessins sont exposés à la Fondation van Gogh où sont également exposés des dessins de Victor Hugo, Aloïse, Jean Raine et Pierre Tal Coat. Est éditée aux Cahiers Dessinés dans le même temps une biographie signée Patrick Martinat augmentée de 19 lettres inédites de l'artiste.
Des expositions de ses œuvres sont organisées par l'association Souvenir Marcel Bascoulard de Bourges.[réf. nécessaire]

### Articles de presse
- Delfeil de Ton, « Bascoulard : le clochard était un génie », Le Nouvel Observateur,‎ 6 janvier 2015 (lire en ligne)
- Vincent Noyoux, « Bascoulard, meurtres, robes et locomotives », Schnock, no 47,‎ été 2023, p. 144-153 (ISSN 2117-3052)
- Frédérique Roussel, « Marcel Bascoulard, étoile vagabonde », Libération,‎ 10 et 11 juin 2023 (lire en ligne)
- Anne-Lise Dupays, « Dix-neuf lettres inédites de Bascoulard », L'Écho du Berry,‎ 8 juin 2023 (lire en ligne)
- « Bascoulard, une présence berruyère », La République du Centre, 10 juillet 2022, p. 15-16